# Phelsuma gigas
Il geco gigante diurno di Rodrigues (Phelsuma gigas Liénard, 1842) è un sauro della famiglia Gekkonidae, vissuto in passato sull'isola di Rodrigues (Mauritius), attualmente estinto.

## Descrizione
Era la specie più grande conosciuta finora del genere Phelsuma, raggiungendo una lunghezza totale di 40 cm.
Il corpo era grigio o grigio-brunastro con delle macchie nere disposte irregolarmente sul dorso: il ventre invece giallastro, la coda grigio scuro, la lingua rosa.

## Distribuzione e habitat
Questi gechi vivevano solo nella foresta pluviale dell'isola di Rodrigues, una piccola isola situata 560 km a est di Mauritius, nel mezzo dell'oceano Indiano.

## Biologia
Vivevano prevalentemente sugli alberi alla ricerca del cibo, che consisteva in piccoli invertebrati, uova e nettare.

## Estinzione
La specie vide ridursi notevolmente il suo habitat in seguito all'arrivo dell'uomo e al disboscamento che la pressione demografica comportò: il colpo finale avvenne con l'introduzione sulle isole di gatti e ratti.
L'ultimo avvistamento di questo animale avvenne sull'isolotto di Ile aux Frigates, al largo di Rodrigues.
Gli esemplari conservati che per primi furono descritti sono andati perduti: al giorno d'oggi, solo alcune porzioni di scheletri rimangono.